# Galerie Barbazanges

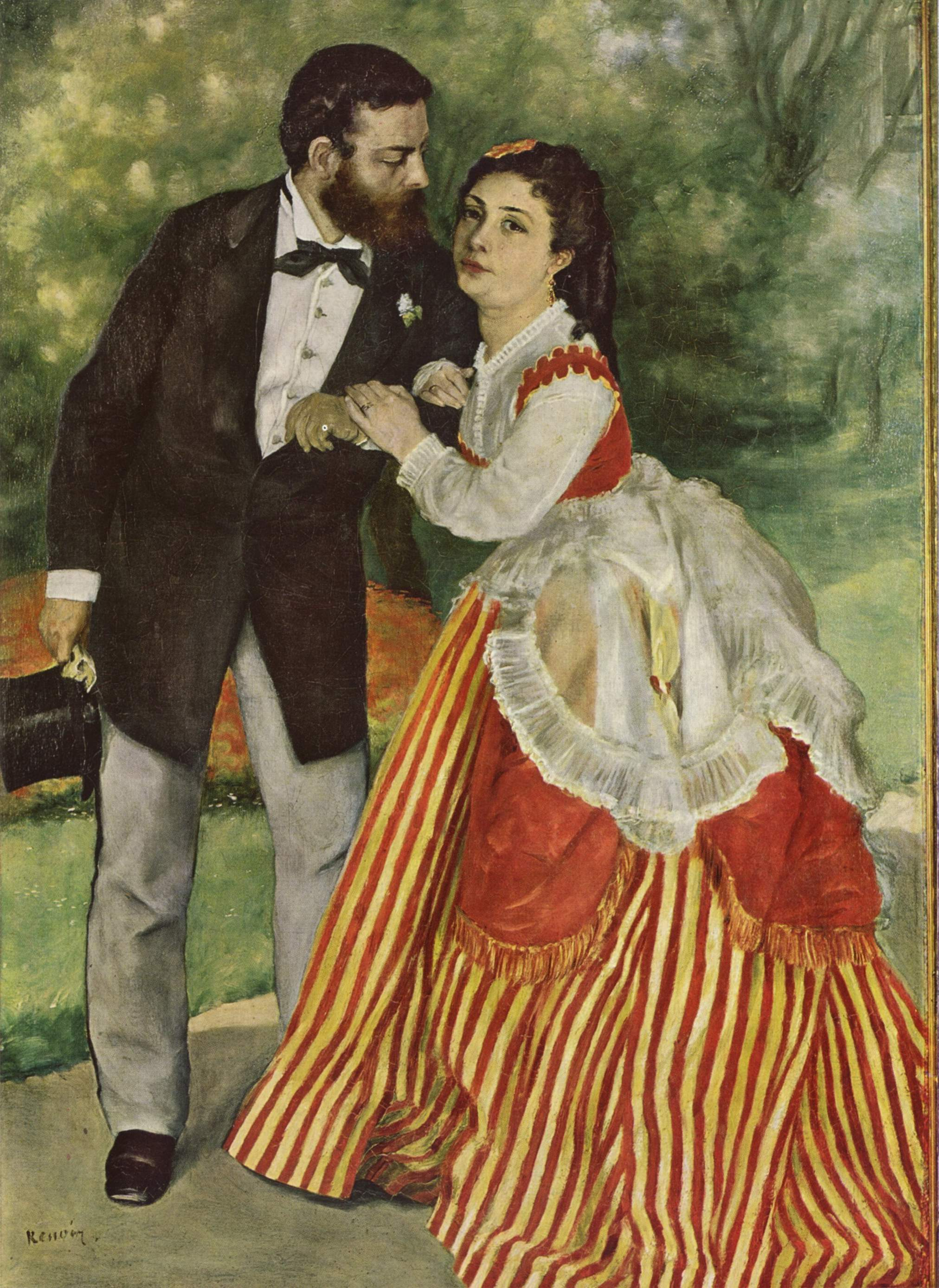
Auguste Renoir: Das Ehepaar Sisley, 1868, heute: Wallraf-Richartz-Museum, Essen

Die Galerie Barbazanges war eine bedeutende Impressionisten-Galerie zu Beginn des 20. Jahrhunderts in Paris.

## Geschichte
Gründer war Henri Barbazanges, der die Galerie in einem Paul Poiret gehörenden, leerstehenden, umfangreichen Fabrikkomplex in der 109, Faubourg St -Honore betrieb. Die Gebäude wurden im späten 18. Jahrhundert errichtet. Die Galerie hatte ihren Eingang in der 26 Avenue d’Antin und „bestand aus einem nach vorn gelegenen Raum und mehreren, nach hinten gelegenen Räumen, die in einen 70 m² großen und 5,5 m hohen Raum überging, der keine Fenster, aber ein Oberlicht hatte.“ Insgesamt standen 250 Quadratmeter Ausstellungsfläche zur Verfügung.

## Ausstellungen

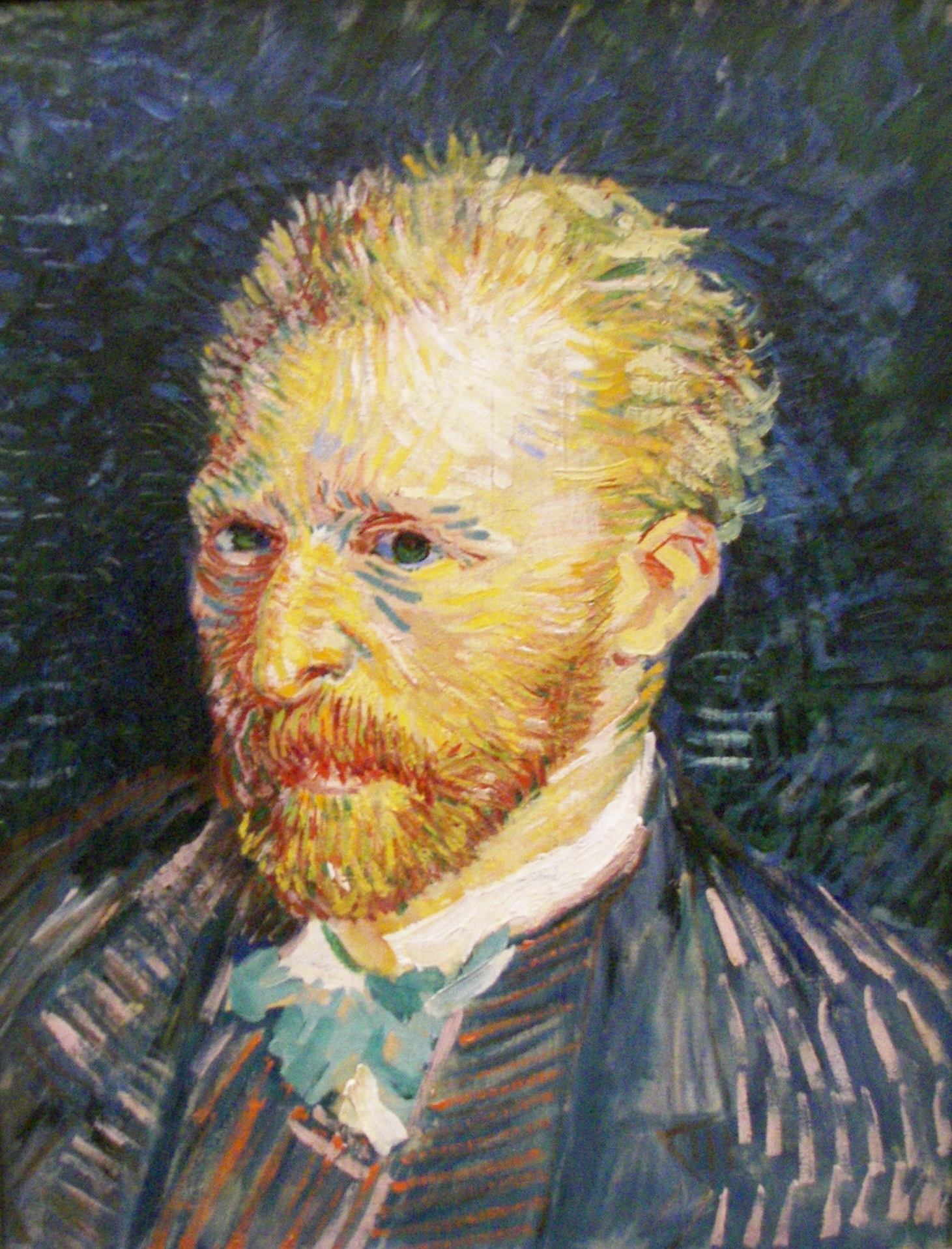
Vincent van Gogh: Selbstporträt, 1887, heute: Musée d’Orsay, Paris

Im Februar und März 1912 fand die erste Einzelausstellung von Robert Delaunay statt, auf der 41 Werke, darunter vier Eiffelturmdarstellungen gezeigt wurden. Auch Marie Laurencin konnte einige ihrer Werke ausstellen. Es erschien ein kleiner Katalog mit einem Text von Maurice Joseph Princet, acht Abbildungen und einem Verzeichnis der ausgestellten Arbeiten. 1916 organisierte André Salmon die Ausstellung L’Art moderne en France (der so genannte Salon d’Antin) in der 152 zeitgenössische Bilder gezeigt wurden. Auf dieser Ausstellung fand die erste öffentliche Präsentation von Pablo Picassos Les Demoiselles d’Avignon statt, dem eine eigene Wand zugestanden wurde. Henri Matisse zeigte zwei Gemälde, Amedeo Modigliani war mit drei Porträts vertreten, Marie Vassilieff mit acht Werken und Max Jacob mit zwei Landschaftspastellen. Jacqueline Marval zeigte Les Odalisques. Die Ausstellung fand einen enormen Widerhall in der Presse.
1919 zeigte die Galerie Ausstellungen mit Werken von Michail Larionow und Natalja Gontscharowa sowie von Paul Gauguin. Am 8. März 1920 wurde im Rahmen einer Ausstellung mit Kinderzeichnungen (Schöne Aussichten) ein Theaterstück von Max Jacob aufgeführt. In der Pause fand die Uraufführung von Musique d’ameublement („Musik für Einrichtungsgegenstände“) des französischen Komponisten Erik Satie statt, das als früheste bekannte Klanginstallation gilt.
Henri Barbazanges war vor allem auch als Kunsthändler tätig und belieferte zahlreiche europäische Museen. 1912 kaufte das Wallraf-Richartz-Museum von ihm das 1868 entstandene Gemälde Das Ehepaar Sisley des Malers Auguste Renoir.  1919 kaufte er von Gustave Courbet das Gemälde Das Atelier, das er ein Jahr später an den Louvre verkaufte und das heute im Musée d’Orsay hängt. 1924 erwarb er zusammen mit seinem Kollegen Georges Bernheim den gesamten Atelierbestand des 1919 verstorbenen Pierre-Auguste Renoir. Zahlreiche weitere Gemälde, wie unter anderen Vincent van Goghs Selbstporträt von 1887 (Öl auf Leinwand, 47 cm × 35,5 cm), sind durch Barbazanges vermittelt worden.

## Galerie Barbazanges-Hodebert

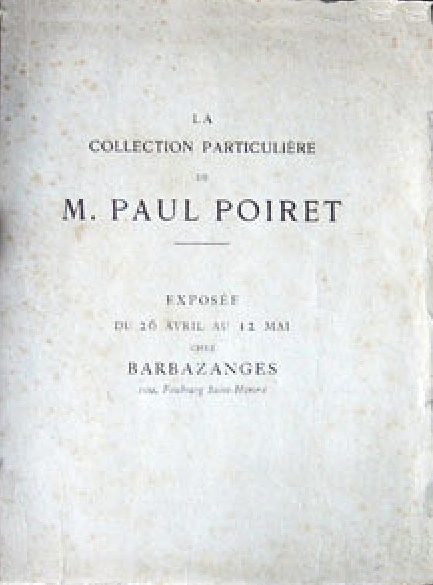
Ausstellungskatalog der Sammlung Poiret, 1924

1923 überließ Barbazanges die Firma seinem Mitarbeiter M. Hodebert, die Galerie firmierte fortan als Galerie Barbazanges-Hodebert. Im selben Jahr fand eine Ausstellung der Privatsammlung von Paul Poiret, des Vermieters, statt, der in Geldnöte gekommen war und sich von einem Teil seines Bestandes trennen musste. 1923 war Marc Chagall nach Paris gekommen. 1924 zeigte die Galerie erstmals seine Werke: Marc Chagall 1908–1924 in einer umfassenden Ausstellung. 1925 zeigte Hodebert das frühe Œuvre von Maurice Utrillo, das 63 Werke aus dem Zeitraum von 1910 bis 1914 umfasste.
Pierre Matisse fand hier 1923 eine erste Anstellung, bevor er 1924 nach New York zog und dort 1931 seine eigene Galerie gründete.
Seit 1994 befindet sich im Musée d’Orsay in Paris das Archiv der Galerie Barbazanges-Hodebert aus dem Zeitraum zwischen 1920 und 1930. Es besteht aus etwa 800 Seiten und 1000 Fotos.